# Middles EP
Middles EP is een ep van de Nederlandse nu metalband Dreadlock Pussy op het label Seamiew Records. Het album kwam in 2001 uit ter overbrugging van de albums Sharp Instead en Tsumi. Middles EP bevat 9 tracks, waarvan 4 opgenomen door Radio 3FM tijdens Pinkpop 2001. Het album is geproduceerd en opgenomen door Stephen van Haestregt (Within Temptation) in Studio RS29 te Waalwijk.

## Productie
Middles EP is grotendeels geschreven tijdens repetities in De Fenix te Sittard tijdens een zomerstop die de band hield. In het nummer Snuff is als gastzanger te horen Remco van de Roermondse band Concubine. De live-opnames zijn gemaakt tijdens het optreden op Pinkpop 2001. Tijdens de opnames van het album heeft de band zichzelf gefilmd. De opnames zijn gebruikt voor een aflevering van VPRO's documentaire Op Weg Naar Stadskanaal - 24 stappen tot succes.

## Tracklist
| Nr. | Titel              | Duur |
| --- | ------------------ | ---- |
| 1.  | Still close enough | 4:43 |
| 2.  | 2D                 | 5:31 |
| 3.  | Prone              | 2:06 |
| 4.  | d'Escargot         | 4:14 |
| 5.  | Photographs        | 1:58 |
| 6.  | Altamira           | 4:19 |
| 7.  | 100 stories        | 4:13 |
| 8.  | Snuff              | 3:56 |
| 9.  | Choke              | 4:03 |

## Credits

### Bezetting
- Pat (zang)
- bART (gitaar, zang)
- Punto (gitaar, zang)
- J (bas)
- Lombok (draaitafel)
- Twixy (Drums, samples)
- Remco (zang track 8)

### Productie
- Stephen van Haestregt (producent tracks 1 t/m 5)